# Melesia Mafileʻo
Melesia Mafileʻo (ur. 20 sierpnia 1984) – wszechstronna tongijska lekkoatletka.

## Osiągnięcia
- 3 srebrne medale mistrzostw Oceanii juniorów młodszych (Adelaide 2000, skok w dal & trójskok & rzut oszczepem)
- liczne medale mistrzostw Oceanii, w tym złoty medal w trójskoku (Christchurch 2002)

## Rekordy życiowe
- skok wzwyż – 1,80 (2004) rekord Tonga[1]
- skok o tyczce – 2,50 (2003) rekord Tonga[2]
- trójskok – 12,57 (2007) rekord Tonga[3]
- siedmiobój – 4403 pkt (2003) rekord Tonga[4]
- skok w dal – 5,48 (2003)
- rzut oszczepem – 35,29 (2003)